# Immanente
Die Immanente ist eine von Dudley Littlewood und Archibald Richardson definierte Größe einer Matrix. Sie ist eine Verallgemeinerung der Determinante sowie der Permanente.
Sei {\displaystyle \lambda =\left(\lambda _{1},\lambda _{2},\dots \right)} eine Partition von {\displaystyle n} und {\displaystyle \chi _{\lambda }} der korrespondierende irreduzible darstellungstheoretische Charakter der symmetrischen Gruppe {\displaystyle {\mathfrak {S}}_{n}}. Die Immanente mit dem Charakter {\displaystyle \chi _{\lambda }} einer {\displaystyle n\times n}-Matrix {\displaystyle A=\left(a_{ij}\right)_{ij}} wird definiert als
{\displaystyle \operatorname {Imm} _{\chi }(A):=\sum _{\sigma \in {\mathfrak {S}}_{n}}\chi (\sigma )\prod _{i=1}^{n}a_{i,\sigma (i)}}
Die Permanente ist der Spezialfall mit dem trivialen Charakter.
Die Determinante ist der Spezialfall der Immanente mit {\displaystyle \chi _{\lambda }=\operatorname {sgn} }, dem alternierenden Charakter.
Beispielsweise gibt es für {\displaystyle 3\times 3}-Matrizen drei irreduzible Darstellungen von {\displaystyle {\mathfrak {S}}_{3}}, wie folgende Tabelle zeigt.
| {\displaystyle {\mathfrak {S}}_{3}} | {\displaystyle e} | {\displaystyle (1\,2)} | {\displaystyle (1\,2\,3)} |
| ----------------------------------- | ----------------- | ---------------------- | ------------------------- |
| {\displaystyle \chi _{1}}           | 1                 | 1                      | 1                         |
| {\displaystyle \chi _{2}}           | 1                 | −1                     | 1                         |
| {\displaystyle \chi _{3}}           | 2                 | 0                      | −1                        |

Wie oben erwähnt ergeben {\displaystyle \chi _{1}} und {\displaystyle \chi _{2}} die Permanente bzw. die Determinante; dagegen erhält man mit {\displaystyle \chi _{3}} die Abbildung
{\displaystyle \operatorname {Imm} _{\chi _{3}}{\begin{pmatrix}a_{11}&a_{12}&a_{13}\\a_{21}&a_{22}&a_{23}\\a_{31}&a_{32}&a_{33}\end{pmatrix}}\quad =\quad 2a_{11}a_{22}a_{33}-a_{12}a_{23}a_{31}-a_{13}a_{21}a_{32}}
Littlewood und Richardson studierten die Zusammenhänge mit Schur-Polynomen.

## Belege
- Dudley Littlewood, Archibald Richardson: Group characters and algebras. In: Philosophical Transactions of the Royal Society A. 233. Jahrgang, Nr. 721–730, 1934, S. 99–124, doi:10.1098/rsta.1934.0015 (englisch).

- Dudley Littlewood: The Theory of Group Characters and Matrix Representations of Groups. 2. Auflage. Oxford Univ. Press (Nachdruck bei AMS, 2006), 1950, S. 81 (englisch).